# ペルセウスプロテオミクス
株式会社ペルセウスプロテオミクス (英: Perseus Proteomics Inc.) は、東京都中央区に本社を置く創薬ベンチャー企業である。

## 概要
東京大学先端科学技術研究センターシステム生物医学ラボラトリー(LSBM)の教授の児玉龍彦、浜窪隆雄、油谷浩幸らによって開発された蛋白質発現技術、ファージ抗体ライブラリを用いた抗体スクリーニング技術、シーズ探索技術を基盤として、抗体の医療への活用を目指して2001年2月1日に設立された。
ハイブリドーマ法とファージディスプレイ法を用いた抗体医薬品の研究開発、アカデミアや企業に対する抗体関連の研究支援や試薬の販売を行っている。

## 社名の由来
ギリシャ神話の英雄ペルセウスに由来し、ペルセウスが武器（抗体技術）を使って怪物（がんなどの病気）と闘い、王女アンドロメダ（患者）を救うという物語と会社の使命を重ねて表している。
プロテオミクスとはたんぱく質の構造や機能の研究の総称である。

## 沿革
- 2001年2月 - 株式会社ペルセウスプロテオミクスを設立。
- 2009年1月 - 第三者割当増資により富士フイルムが親会社となる[4]。
- 2018年3月 - 第三者割当増資により富士フイルムがその他の関係会社となる[5]。
- 2020年3月 - 同月に予定していた東証マザーズへの上場を、新型コロナウイルスの感染拡大を理由に取り消し[6]。
- 2021年6月 - 東証マザーズへ上場[7]。

## 所在地
- 本社（東京都目黒区）
- 名古屋ラボ（愛知県名古屋市）